# Brassia aurorae
Brassia aurorae är en orkidéart som beskrevs av David Edward Bennett. Brassia aurorae ingår i släktet Brassia och familjen orkidéer.
Artens utbredningsområde är Peru. Inga underarter finns listade i Catalogue of Life.